# Font de la Mulla
La Font de la Mulla, en alguns mapes anomenada Font de la Muller, és una font del terme municipal de Sant Esteve de la Sarga, del Pallars Jussà, dins del territori del poble d'Alzina.
Està situada a 772,2 m d'altitud, al nord-est del poble d'Alzina, a l'esquerra del barranc de la Mulla, al vessant occidental de la Serra d'Estorm. És al límit del terme, en el lloc on es troben el barranc de la Mulla i el barranc de la Roca Plana, a prop i alt sud-oest del Pont de la Mulla, pel qual salva el barranc de la Mulla la pista asfaltada anomenada camí dels llocs de la Faixa.